# Achtkante Molen (Streefkerk)
De Achtkante Molen in het dorp Streefkerk, in de Nederlandse gemeente Molenlanden, is een houten achtkantige met riet gedekte molen en is omstreeks 1761 geplaatst. De molen is een middelste van de drie ondermolens, bemaalde in twee trappen de polder Streefkerk en Kortenbroek en was tot 1951 in bedrijf. In 1872 werd de houten wateras vermaakt tot een mantelstijl en ondertafelementscherf  voor de Oude Weteringmolen. In 1873 werd de kap van de molen zowel aan de voor- als aan de achterkant ingekort, mogelijk omdat de balkkoppen van de voeghouten waren ingerot. Ook werden toen slagstukken aangebracht tussen de voeghouten en overring. In 1932 werd er voor de kachel een rookkanaal met twee kleppen aangebracht. Voordien ging de rook gewoon door de molen omhoog, hetgeen nog te zien is aan de beroete balken en achtkantstijlen. In 1970/71 is de molen ingrijpend gerestaureerd, waarna deze in 1972 weer maalvaardig was. Door de veranderde omstandigheden kon het water niet meer uitgemalen worden en maalt de molen tegenwoordig in circuit. Eigenaar van de molen is de SIMAV.
Het gevlucht is Oud-Hollands en bestaat uit gelaste, 26,4 m lange, ijzeren roeden. De binnenroede met nummer 1 is gemaakt in 1971 door Van Iperen te Rijnsaterswoude. De buitenroede met nummer 205 is gemaakt in 1974 door de fabrikant Bremer te Adorp.
De kap van de molen draait op een kruiwerk met ijzeren rollen en enkele iepenhouten rollen in houten rollenwagens. Met behulp van een kruirad wordt de kap gedraaid.
De molen wordt gevangen (geremd) met een vaste vlaamse vang bestaande uit vier vangstukken. Om het bovenwiel zit een ijzeren hoep, waarop de vangstukken aangrijpen. De vangbalk zit in een hangereel en heeft een kneppel. De vang wordt bediend met een wipstok.
De molen heeft een 47 cm breed binnenscheprad met een diameter van 5,92 meter.
Zowel de zeer korte bovenas als de wateras zijn van gietijzer evenals het sintelstuk van het scheprad. Vlak voor de korte spruit ligt nog een niet meer in gebruik zijnde penbalk. Vroeger heeft er dus een langere bovenas in de molen gezeten. De korte spruit is van gelast staal.

## Overbrengingen
Het bovenwiel heeft 54 kammen met een steek van 15,3 cm.
De bovenschijfloop heeft 32 staven. Hierdoor draait de koningsspil 1, 69 keer sneller dan de bovenas.
De onderschijfloop heeft 28 staven en het waterwiel (onderwiel) heeft 89 kammen met een steek van 16,0 cm. Hierdoor draait de wateras 0,315 keer langzamer dan de koningsspil. Het scheprad draait 0,53 keer langzamer dan de bovenas.

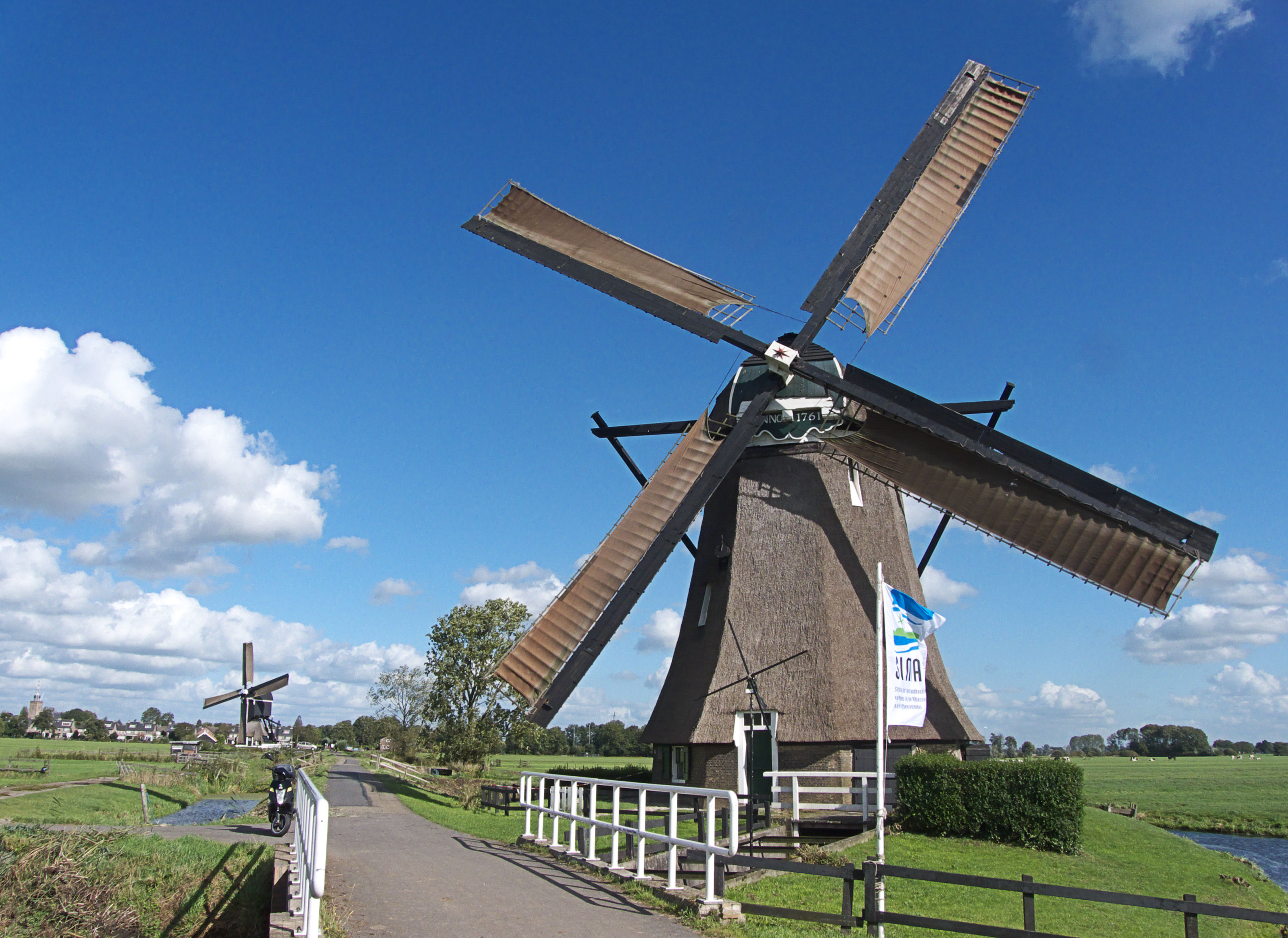
29 september 2012

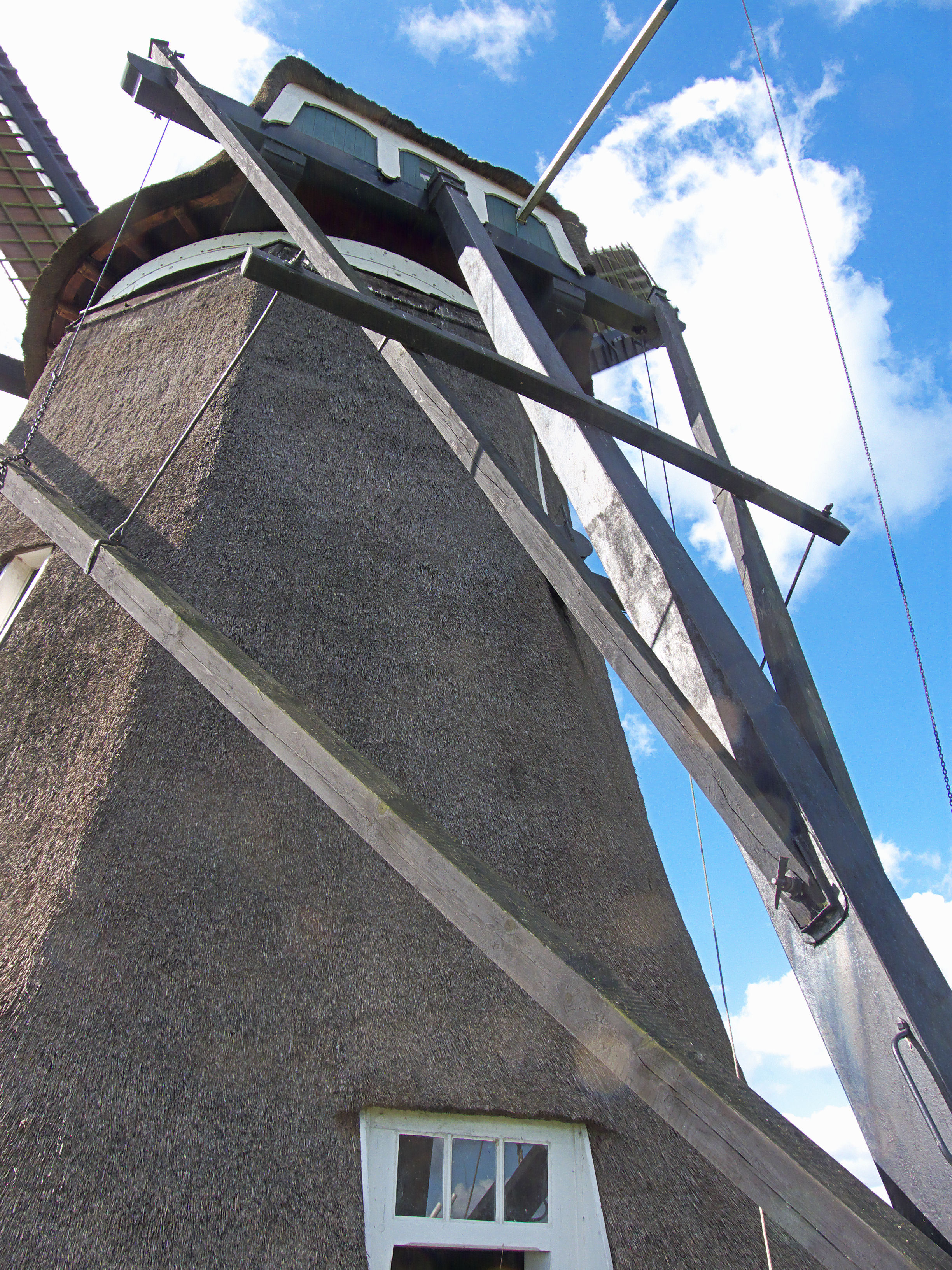
Staart met galghout